# Pressläktare

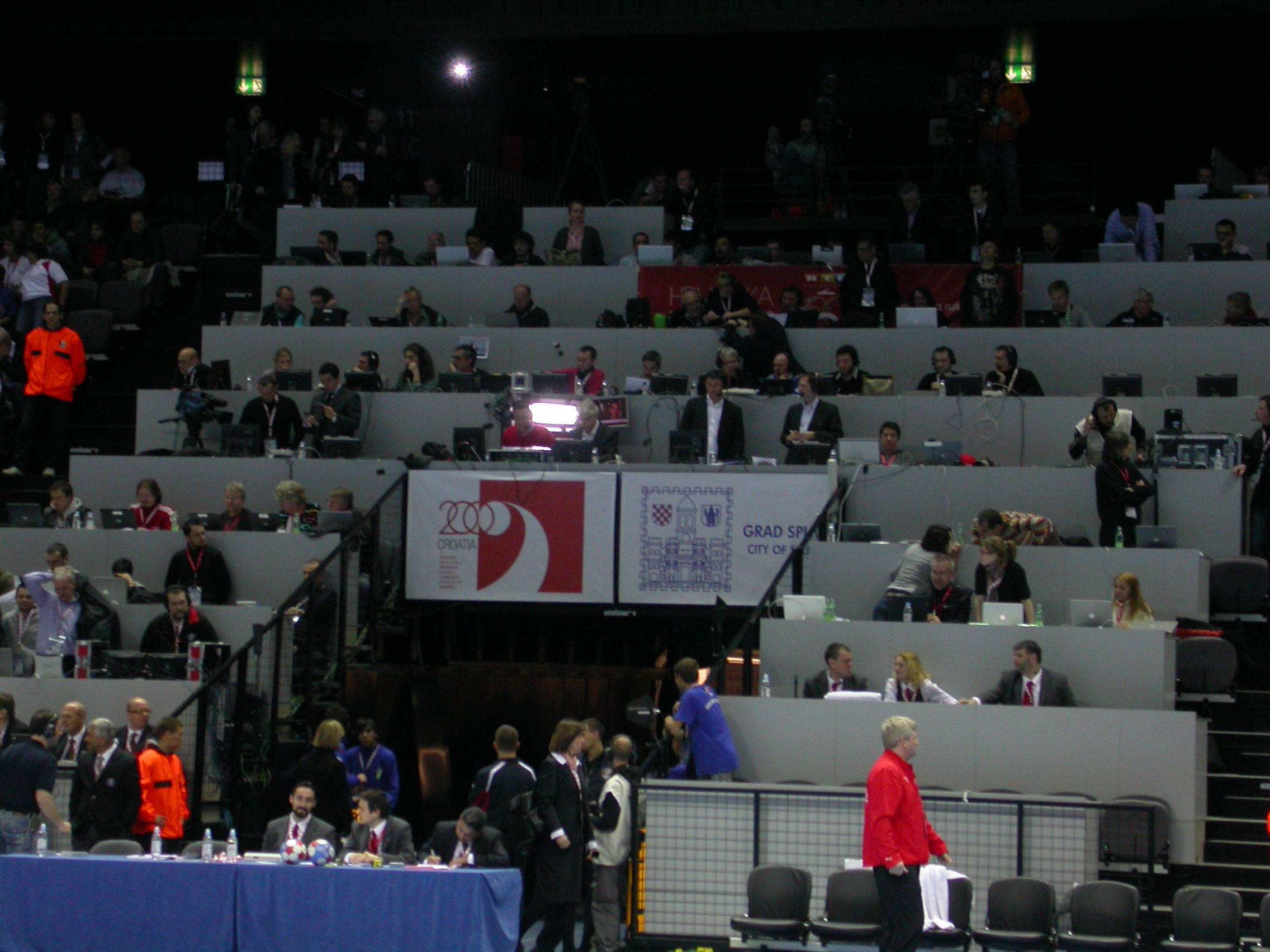
Pressläktare vid en match i handboll i Split i Kroatien.

Pressläktare är en anvisad plats för journalister och massmedier där de på plats kan övervaka händelserna vid ett specifikt arrangemang. För att få vistas på en pressläktare brukar det vara krav på att man har fått pressackreditering till det aktuella arrangemanget, detta för att området är till bara för media.

## Inom sport
På större arenor och andra platser för sport finns oftast pressläktare. I vissa sammanhang, speciellt i de högre divisioner i populära sporter är det krav på pressläktare med viss standard. Pressläktare är vanligtvis högt belägna och centralt placerade så att man ska ha en bra överblick över evenemanget därifrån. De innehåller det som media kan behöva, ytor att skriva på, plats att placera en laptop, uttag för ström och internettillgång. För fotbollsallsvenskan har Svenska Fotbollförbundet tagit fram arenakrav som ska gälla från 2014 där det finns tydliga krav på vad som gäller för pressläktare. Dessa krav, bland annat 50 platser för journalister kan kännas orimliga på vissa platser i landet. Kraven kommer leda till ökade kostnader för klubbarna vilket har lett till en del debatt.
Inom sport är det på pressläktaren kutym att bjuda på lättare förtäring eller fika.

## Riksdagen
I riksdagshuset i Stockholm finns en pressläktare. Den har 50 platser och ligger på plan 7 med ingång från husets pressfoajé. Riksdagshuset i Helsingfors har en pressläktare belägen på tredje våningen.